# Etnica
Etnica är en italiensk musikgrupp inom goatrance-genren som består av Max Lanfranconi, Carlo Paterno, Maurizio Begotti och Andrea Rizzo.
Bandmedlemmarna möttes på olika fester i Italien under slutet av 1980-talet. Gruppens frontfigur Max, var diskjockey och hade redan släppt två singlar under mitten av 1980-talet på en italiensk independent-label. Precis som Andrea hade han en solid musikalisk bakgrund. Kombinerat med Carlo's melodier och Maurizio's känsla för arrangemang, leddes deras produktioner till några av elektronisk musiks mest bejublade skivor.
Den första singeln gavs ut på skivbolaget Brainstorm år 1995, och hette "Big Storm in Chapora Fort". Det första albumet, The Juggling Alchemist Under the Blacklight, kom ut samma år på den tyska labeln High Society. Detta hjälpte bandet att bygga ett gott rykte inom goa/psytrance-scenen. Deras andra album, den klassiska skivan Alien Protein, släpptes 1996 på Blue Room Released.
På initiativ av Carlo Paterno, startade Etnica ett party-orienterat sidoprojekt som hette Pleiadians. Det började med en EP på Symbiosis Records 1995, och sedan dess har de producerat två album, Identified Flying Object (1997), och Family of Light (1999) i vilka Carlo Paterno var delvis inblandad. Ett tredje släpp kom 2006 som hette Three Sisters.
Ännu ett sidoprojekt gjordes, Crop Circles, som var ett samarbete med gruppen Lotus Omega. Projektets namn visar på musikens influenser från science fiction-filmer, inte helt olikt deras musik som Pleiadians.
Efter sin ambient-ljudande skiva Equator (1999), lämnade även Andrea Rizzo bandet. När Carlo och Andrea nu lämnat bandet så saknades den melodiska biten som de bidragit med, vilket märktes på deras kommande produktioner. Albumen Nitrox (2001) och Chrome (2002) visar på ett användande av många techno-influenser och väldigt få melodier, till många fans förfäran/sorg.
Med sitt event Southafrica 2000, började Etnica i festivalorganiserinsbranschen över hela världen. Celebra Brasil 2000 var ett projekt som kom snabbt efter. De bildade även en egen label som heter Etnicanet Records. Deras sjätte Etnica-album gavs ut på Solstice 2004.